# Natasha Sinayobye
Natasha Sinayobye (sinh ngày 20 tháng 1) là một nữ diễn viên, người mẫu, ca sĩ và vũ công người Uganda. Cô ra mắt như một nữ diễn viên chính của bộ phim Ugandan Bala Bala Sese bên cạnh bạn trai lâu năm của cô, Michael Kasaija. Cô hiện đang đóng vai Kaitesi Munyana trong bộ phim truyền hình Nana Kagga, Beneath The Lies - The Series.

## Tuổi thơ
Natasha lớn lên ở Kampala Uganda và đi học ở trường tiểu học Noah, trường trung học Balikkudembe, agakhan và Aptech. Cô bắt đầu hát trong những ngày đầu của trường tiểu học tham gia vào các chương trình tài năng thông qua trường trung học.

## Sự nghiệp
Cô trở nên nổi tiếng vào năm 2001 khi cô đoạt giải Á hậu 2 trong cuộc thi Hoa hậu Uganda và được trao vương miện Hoa hậu MTN Uganda. Sau đó, cô bắt đầu khám phá các dự án khác như làm người mẫu cho công ty đại diện người mẫu hàng đầu lớn nhất tại Uganda. Năm 2011, cô được In2EastAfrica bình chọn là số 1 trong số những phụ nữ đẹp nhất ở Uganda. Cô đã xuất hiện với tư cách là một cô gái trang bìa tạp chí cho phụ nữ châu Phi, tạp chí Elyt và tạp chí Beat. Sau đó, cô lấn sân vào nghệ thuật biểu diễn (dance) tham gia nhiều trong năm 2002, nơi cô đã thực hiện nhiều buổi biểu diễn và trình diễn trên sân khấu. Cuối cùng cô chuyển tới công ty KOMBAT Entertainment Ltd. Dưới sự chỉ đạo của Kombat, cô đã đạt được thành tích nổi bật trong buổi lễ khai mạc cho 52 lãnh đạo trong hội nghị quốc gia CHOGM ở Uganda 2007. Năm 2009 cùng với bạn trai, cô tham gia nhóm nhạc kịch Ebonies. Đến năm 2010, cô bắt đầu hát chuyên nghiệp và đến bây giờ cô đã phát hành hai đĩa đơn mới mang tên Butunda và Sikiya. Video Butunda đã giành được giải video đặc biệt nhất trong Giải thưởng Diva 2011.